# Jim Rathmann
Royal Richard 'Jim' Rathmann ( Alhambra, Kalifornija, SAD, 16. srpnja 1928. – Melbourne, Florida, SAD, 23. studenog 2011. ) bio je američki vozač automobilističkih utrka.